# 内閣府特命担当大臣（地方分権改革担当）
内閣府特命担当大臣（地方分権改革担当）（ないかくふとくめいたんとうだいじん ちほうぶんけんかいかくたんとう、英語: Minister of State for Decentralization Reform）は、日本の国務大臣。内閣府特命担当大臣の一つである。地方分権改革担当大臣と通称される。

## 概要
日本の内閣府に置かれる内閣府特命担当大臣の一つである。主として地方分権政策を所管する国務大臣である。具体的には、住民に密接にかかわる行政を地方公共団体が自主的、総合的に担当できる制度や、住民の判断と責任において地域の諸課題にあたることができる制度といった、地方分権の推進にかかわる政策を所管する。また、地方公共団体の自主的な事業、事務経費に充当する交付金の配分、地方制度に関する関係機関との調整、なども所管している。
内閣府にて地方分権政策を司る組織としては、内部部局の地域主権戦略室や、審議会等の地方制度調査会などが挙げられる。内閣府特命担当大臣（地方分権改革担当）は、これらの組織を担当する。また、地方分権改革推進委員会を担当する。
内閣府特命担当大臣のうち、沖縄及び北方対策担当、金融担当、消費者及び食品安全担当の3大臣は、内閣府設置法により必置とされている。それに対して、他の内閣府特命担当大臣は必置とはされておらず、担当する諸課題により柔軟に設置できる。そのため、政権により増減や変動があり、その役職名は必ずしも一致しない。
鳩山由紀夫内閣発足に伴い廃止され、以降民主党主導の政権下では類似した政策課題に取り組む担当として内閣府特命担当大臣（地域主権推進担当）が引き継いだが、第2次安倍内閣にて再び地域主権推進担当が廃止され、地方分権改革担当が復活した。
第2次安倍改造内閣では地方分権改革担当の大臣職は廃止され、担当していた職務事項は新設された「地方創生担当大臣」（国務大臣「地方創生担当」）に引き継がれた。さらに各省庁を横断して地域振興や人口減少問題の対策にあたる新組織として「地方創生本部（正称：「まち・ひと・しごと創生本部」）」の創設が決定された。

## 歴代大臣
| 代                                                                | 氏名                                   | 氏名                                   | 内閣                                   | 内閣                                   | 就任日                                 | 退任日                                 | 党派                                   | 備考                                   |
| 内閣府特命担当大臣（地方分権改革担当）                            | 内閣府特命担当大臣（地方分権改革担当） | 内閣府特命担当大臣（地方分権改革担当） | 内閣府特命担当大臣（地方分権改革担当） | 内閣府特命担当大臣（地方分権改革担当） | 内閣府特命担当大臣（地方分権改革担当） | 内閣府特命担当大臣（地方分権改革担当） | 内閣府特命担当大臣（地方分権改革担当） | 内閣府特命担当大臣（地方分権改革担当） |
| ----------------------------------------------------------------- | -------------------------------------- | -------------------------------------- | -------------------------------------- | -------------------------------------- | -------------------------------------- | -------------------------------------- | -------------------------------------- | -------------------------------------- |
| 1                                                                 |                                        | 菅義偉                                 | 第1次安倍内閣                          | 第1次安倍内閣                          | 2006年12月15日                         | 2007年8月27日                          | 自由民主党                             |                                        |
| 2                                                                 |                                        | 増田寛也                               |                                        | 改造内閣                               | 2007年8月27日                          | 2007年9月26日                          | 自由民主党                             |                                        |
| 3                                                                 | 福田康夫内閣                           | 福田康夫内閣                           | 2007年9月26日                          | 2008年9月24日                          | 再任                                   |                                        | 自由民主党                             |                                        |
| 3                                                                 |                                        | 増田寛也                               | 2007年9月26日                          | 2008年9月24日                          | 改造内閣                               | 留任                                   | 自由民主党                             |                                        |
| 4                                                                 |                                        | 鳩山邦夫                               | 麻生内閣                               | 麻生内閣                               | 2008年9月24日                          | 2009年6月12日                          | 自由民主党                             |                                        |
| 5                                                                 |                                        | 佐藤勉                                 | 麻生内閣                               | 麻生内閣                               | 2009年6月12日                          | 2009年9月16日                          | 自由民主党                             |                                        |
| （2009年9月の政権交代により廃止、2012年12月の政権交代により復活） |                                        |                                        |                                        |                                        |                                        |                                        |                                        |                                        |
| 6                                                                 |                                        | 新藤義孝                               | 第2次安倍内閣                          | 第2次安倍内閣                          | 2012年12月26日                         | 2014年9月3日                           | 自由民主党                             |                                        |
| （廃止）                                                          |                                        |                                        |                                        |                                        |                                        |                                        |                                        |                                        |

- 内閣府特命担当大臣は複数名を任命することがあるため、通常は代数の表記は行わない。ただし、本表ではわかりやすさに配慮し、代数の欄を便宜上設けた。
- 辞令のある再任は就任日を記載し、辞令のない留任は就任日を記載しない。
- 党派の欄は、就任時、または、内閣発足時の所属政党を記載した。